# Вістря
Ві́стря — село Коропецької селищної громади Чортківського району Тернопільської області. Розташоване на річці Дністер, на півдні району. Центр сільради, яка раніше об'єднувала хутори Діброва-Вістрянська, Левентова, Цвітове, Ямне та с. Теребіж.
Біля села розташовані геологічні пам'ятки природи  місцевого значення — Відслонення девону № 1 і № 2.

## Історія

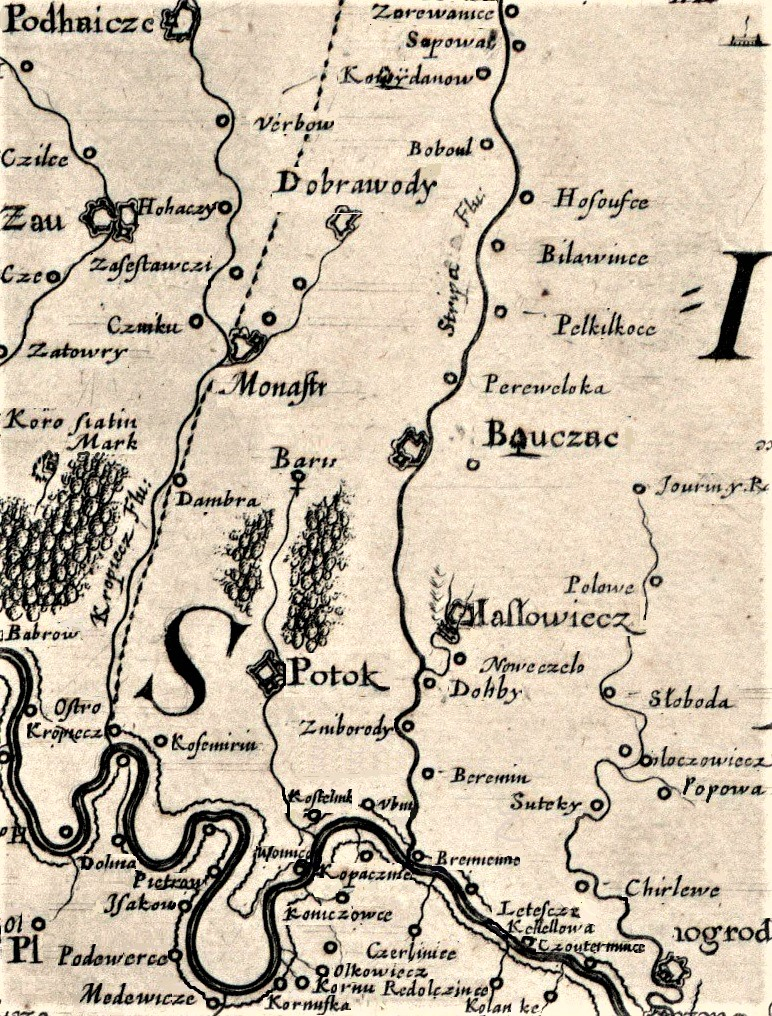
Вістря на фрагменті спеціальної мапи України Боплана, 1650

Перша писемна згадка — 18 лютого 1437 року. Існує інформація що перша згадка про село Вістря датована 1485 роком, проте на даний момент вона не підтверджена: 1485 року кримський хан Менглі-Гірей, підкуплений великим московським князем Іваном III, нападає на Київ, вбиває, веде в рабство багатьох українців, а в той час невеликі загони кримських татар роблять вилазки на територію сучасного Поділля, де і було згадано про існування села на лівому березі Дністра.
У податковому реєстрі 1515 року в селі документується 2 лани (близько 50 га) оброблюваної землі.
У Вістрі діяли читальня товариства «Просвіта», Народний дім, товариство «Луг», кооператива, школа, дошкільний заклад, хор, аматорський гурток.
Враховуючи те, що село розташоване на березі Дністра, воно не раз потерпало від повеней, зокрема під час повені 1941 загинуло 5 осіб. За останні роки село потерпіло від повеней у 2008 та 2010 роках.
Враховуючи географічне розташування на території села часто відбувалися запеклі бої, та стояла лінія фронту.
Протягом 1962–1966 село належало до Бучацького району. Після ліквідації Монастириського району 19 липня 2020 року село увійшло до Чортківського району.

## Політика

### Парламентські вибори, 2019
На позачергових парламентських виборах 2019 року у селі функціонувала окрема виборча дільниця № 610697, розташована у приміщенні школи.
Результати
- зареєстровано 693 виборці, явка 54,26%, найбільше голосів віддано за «Слугу народу» — 34,31%, за Всеукраїнське об'єднання «Батьківщина» — 17,82%, за «Голос» — 13,03%.[4] В одномандатному окрузі найбільше голосів отримала Алла Стечишин (самовисування) — 20,59%, за Ігоря Сопеля (Слуга народу) — 18,18%, за Миколу Люшняка (самовисування) — 17,38%[5].

## Економічна сфера
На території села збудований цегельний завод, проте на даний час він не функціонує.
На даний час свою діяльність на території села здійснює ПАП «Провесінь», який фактично став наступником колгоспу ім. Героя Радянського Союзу І.Дворського. Колгосп у свій час був одним з найуспішніших в Тернопільській області, а отже одним з найбагатших. Після реформування колгоспів та від'єднання земель с. Горигляди було створено ПАП «Провесінь»
Варто відзначити той факт, що на території села функціонує млин, що дозволяє жителям села і навколишніх сіл молоти збіжжя.
У селі здійснюється транспортне сполучення з м. Монастириська, Тернопіль, Івано-Франківськ.

## Соціальна сфера
Діють ЗОШ I-II ступ., клуб, бібліотека, ФАП, дошкільний заклад «Сонечко», відділення зв'язку, 5 закладів торгівлі.
В селі Вістря вже став традиційним футбольний турнір пам'яті Володимира Ковбаса, що зазвичай проводиться в період Великодніх свят. Участь у цьому турнірі беруть команди Монастириського, Тлумацького району.
Футбольний колектив успішно виступає в чемпіонаті та кубку району.
У 2011 рокі вперше започатковано та проведено Свято села.
Село є повністю газифікованим.

## Перспектива розвитку

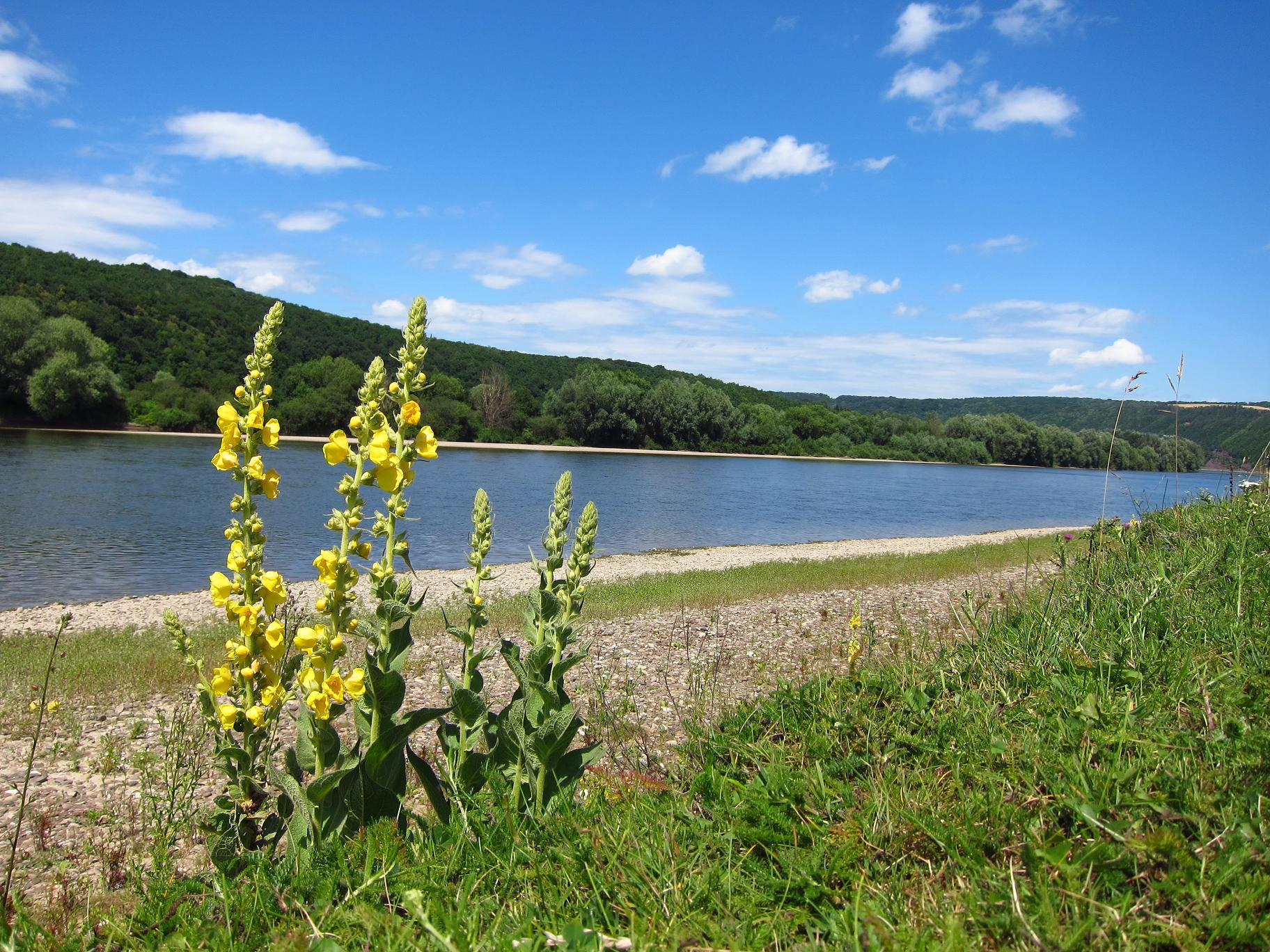
Каньйон річки Дністер поблизу села Вістря

Враховуючи розташування на території Дністровського каньйону, протікання річки Дністер, багаті ліси село Вістря є перспективним у плані розвитку зеленого туризму. Вже зараз по р. Дністер прокладені маршрути сплаву на човнах, через село проходять веломаршрути. Можливе будівництво мотелів, готелів, баз відпочинку, проведення екскурсій по Дністру та інші послуги.

## Релігія
- церква Воскресіння Христового (1754, дерев'яна, ПЦУ);
- церква Воскресіння Господнього (2007, мурована, УГКЦ);
- три каплички
  - римсько-католицька каплиця Матері Божої Розради (1912)
  - одна в приміщенні колишнього костелу (1965)
- «фіґура» Матері Божої на згадку про повінь 1969 р.

### Обряд засівання з конем
Входить до Національного переліку елементів нематеріальної культурної спадщини України.
Давній обряд засівання з конем практикується у ніч з 13 на 14 січня у селі Вістря Коропецької громади Чортківського району Тернопільської області.
Новорічне дійство провадить молодь. У ньому беруть участь колядники, засівальники, поводир коня, музики, усіх понад 20 осіб. Для здійснення обряду вибирають об’їждженого і красивого коня. За день до свята його привчають ходити по сходах, аби вміло заходив у домівки. Призвичаюють і до музики – спершу тихої, а потім гучної. Щоб кінь був смирнішим, підгодовують зерном та цукром.
Учасники розподіляють між собою ролі посівальників, віншувальників і поводиря коня. Для коня парубки плетуть вінок, переважно з гілок туї, кетягів калини чи горобини, і прикрашають паперовими квітами, колоссям пшениці.
Зрання 13 січня парубки чистять, миють коня, прикрашають квітами, накидають на нього покривало, на шию чіпляють хомут із дзвіночками, на голову – обрукєнку (уздечку), а також зав’язують хустку та одягають вінок із новорічними гірляндами. Водночас грають музики, колядують.
Опівночі парубки вирушають по селу. Ходять по тих оселях, де є неодружені дівчата на виданні. У ватазі завжди є парубки, яким подобаються дівчата з тих осель, до яких вони ходять засівати. Під вікном музики грають марш. Дівчина запрошує колядників до хати. Першим заходить посівальник з торбиною через плече, у якій зерно, цукерки, горіхи, гроші, й засіває. За ним – колядники, а поводир заводить коня.
Під час колядування та віншування дівчина, поводир та господар оселі годують коня заздалегідь приготованим сіном, зерном та калачем. Опісля коли коня виводять із світлиці, музиканти грають два танці ‒ вальс і польку (або фокстрот).
Хлопець із ватаги, якому до вподоби неодружена дівчина, запрошує її до танцю. Потім парубок веде дівчину на подвір’я, садить на коня і разом вони виїжджають за ворота. Це символізує, що невдовзі дівчина вступить у шлюб і покине батьківську домівку.
Обряд засівання з конем у селі Вістря триває аж до ранку, допоки його учасники не обійдуть оселі всіх дівчат-виданиць. Також вони вступають до сільської ради та крамниць, але коня не заводять.
"Наостанок йдуть до церкви. Святкові богослужіння на Василя у Вістрі розпочинаються тільки після того, як парубки засіють і заколядують в обох храмах. А ввечері молодь забавляється у сільському клубі. Існує повір’я: якщо кінь у хаті наслідить, то дівчина того ж таки року неодмінно вийде заміж", - зазначають у Мінкульті.

## Пам'ятки
- Стоянка Вістря I[d] (пізній палеоліт (40—10 тис. років тому));

Встановлено пам'ятний хрест на честь скасування панщини (1850), який був відновлений в 1991 році, пам'ятник воїнам РА. Є братська могила радянських воїнів, Могила воїнів РА Морозова В. і Аносова Я.. На могилі — надгробна плита і обеліск.
Насипані символічні могили Борцям за волю України (1990) та воякам УПА (1992).

## Відомі люди
- Данцевич Андрій Володимирович (23.10.1999-25.04.2024) — український військовик, учасник російсько-української війни[9].

## Галерея

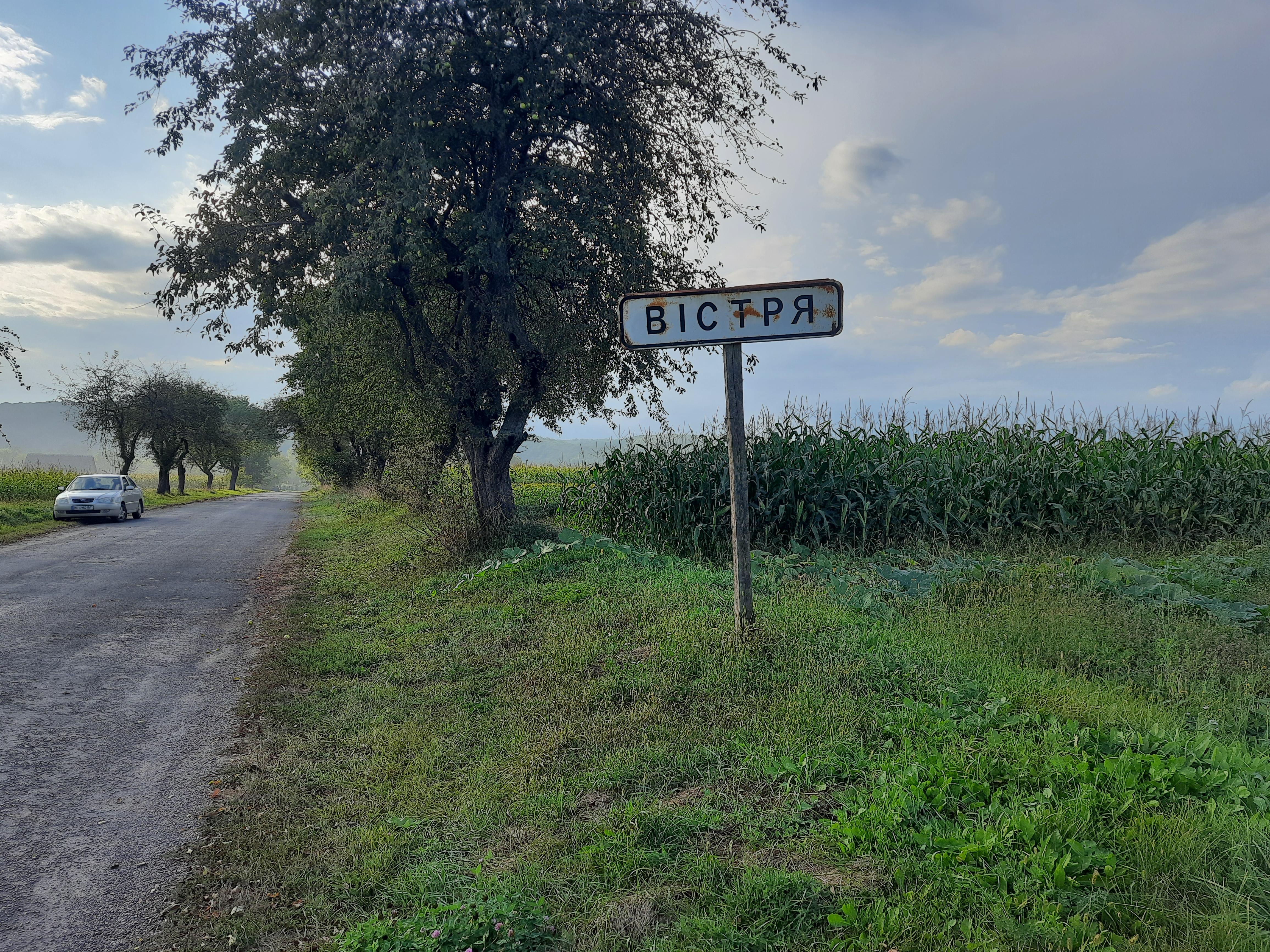
Дорожній знак при в'їзді в село
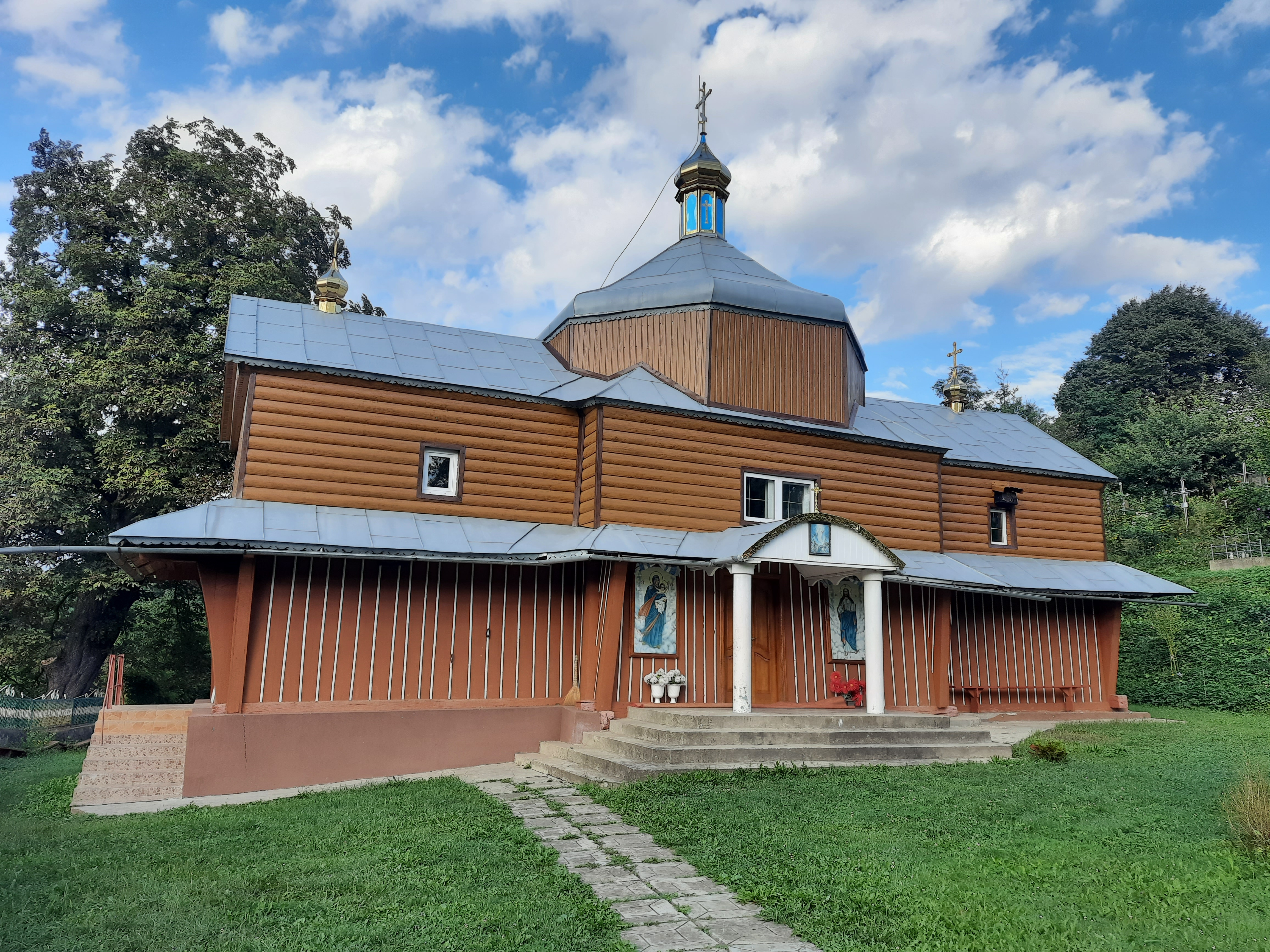
Церква Воскресіння Христового (1754р)
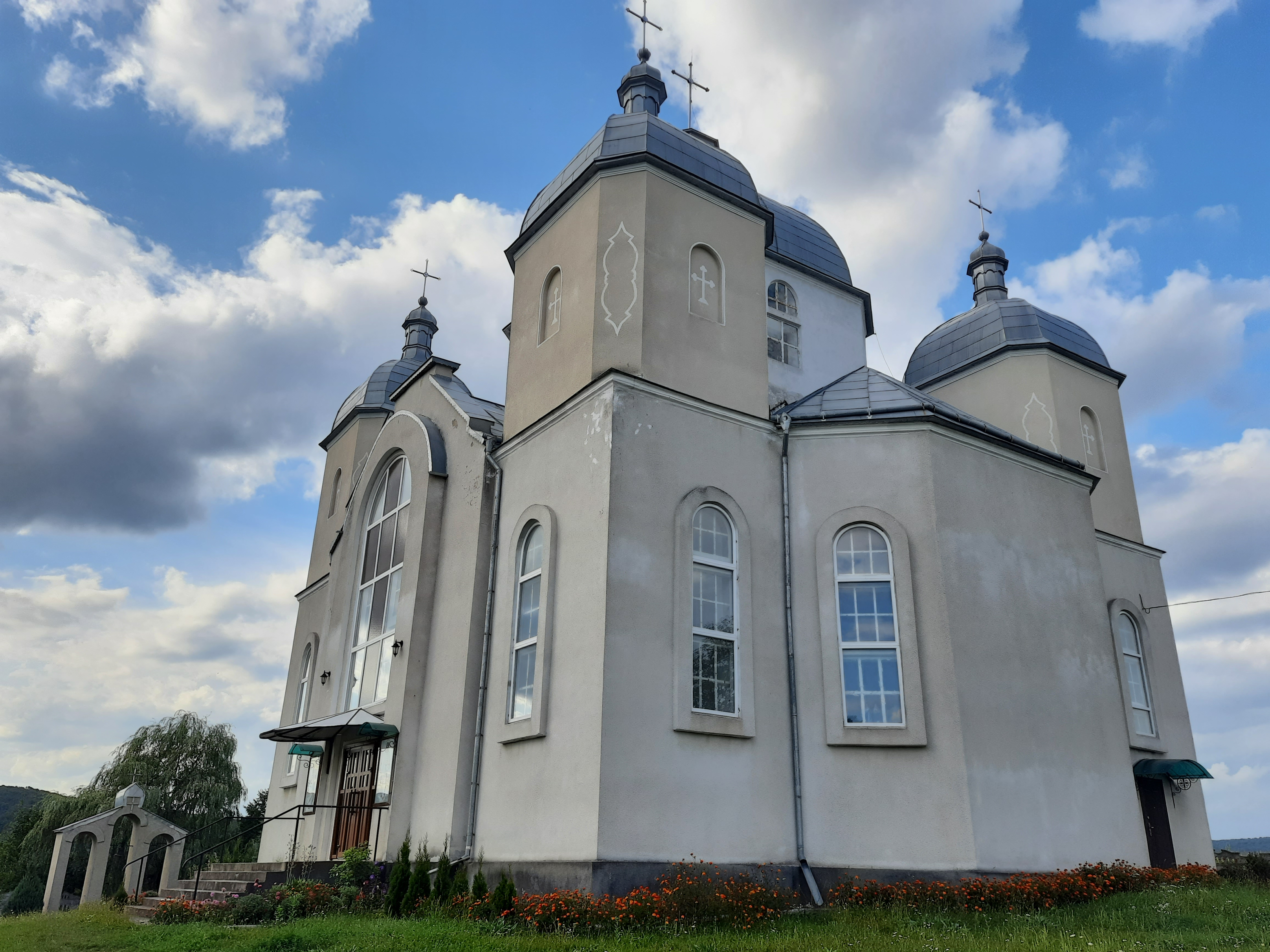
Церква Воскресіння Господнього
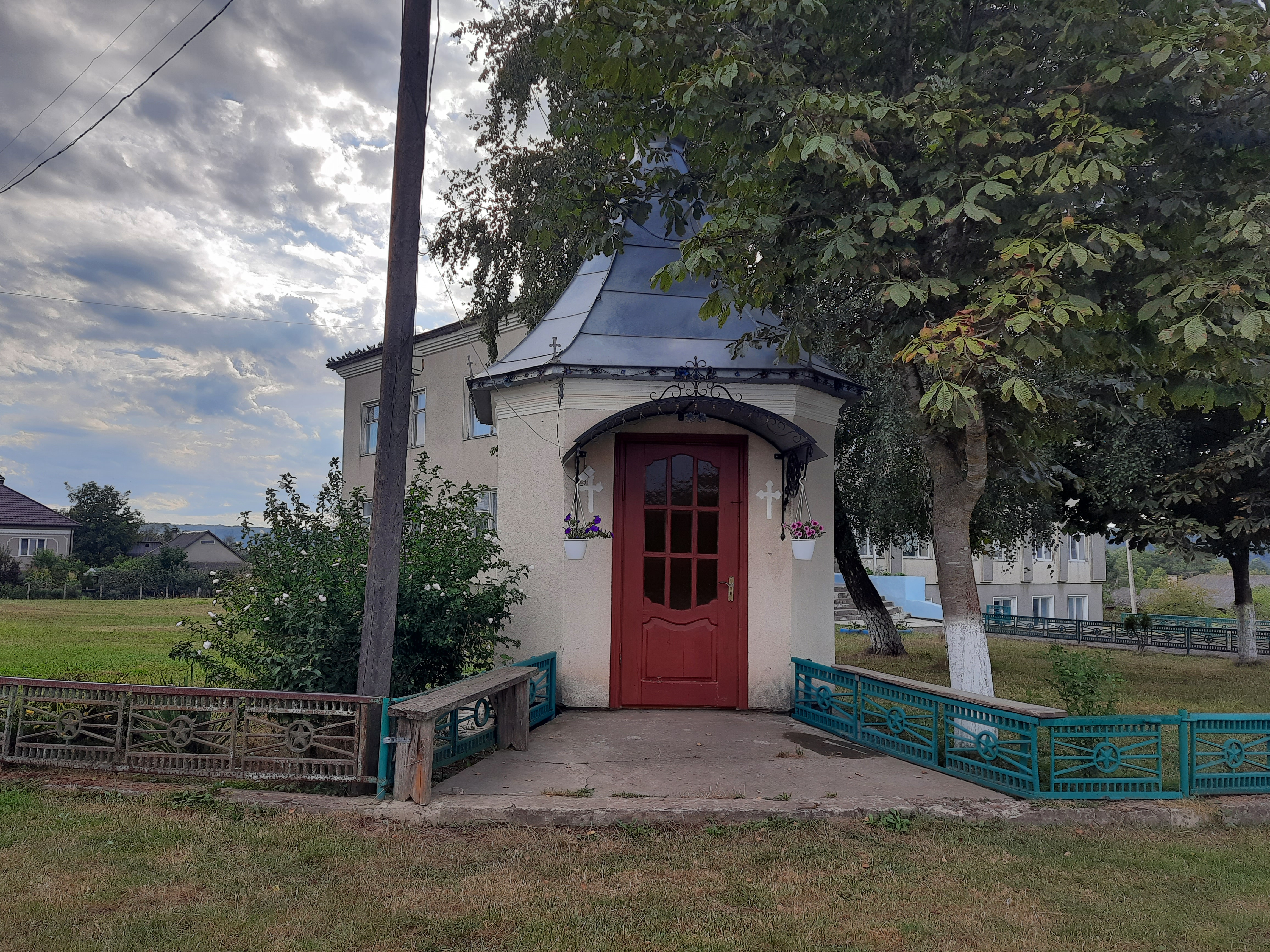
Капличка
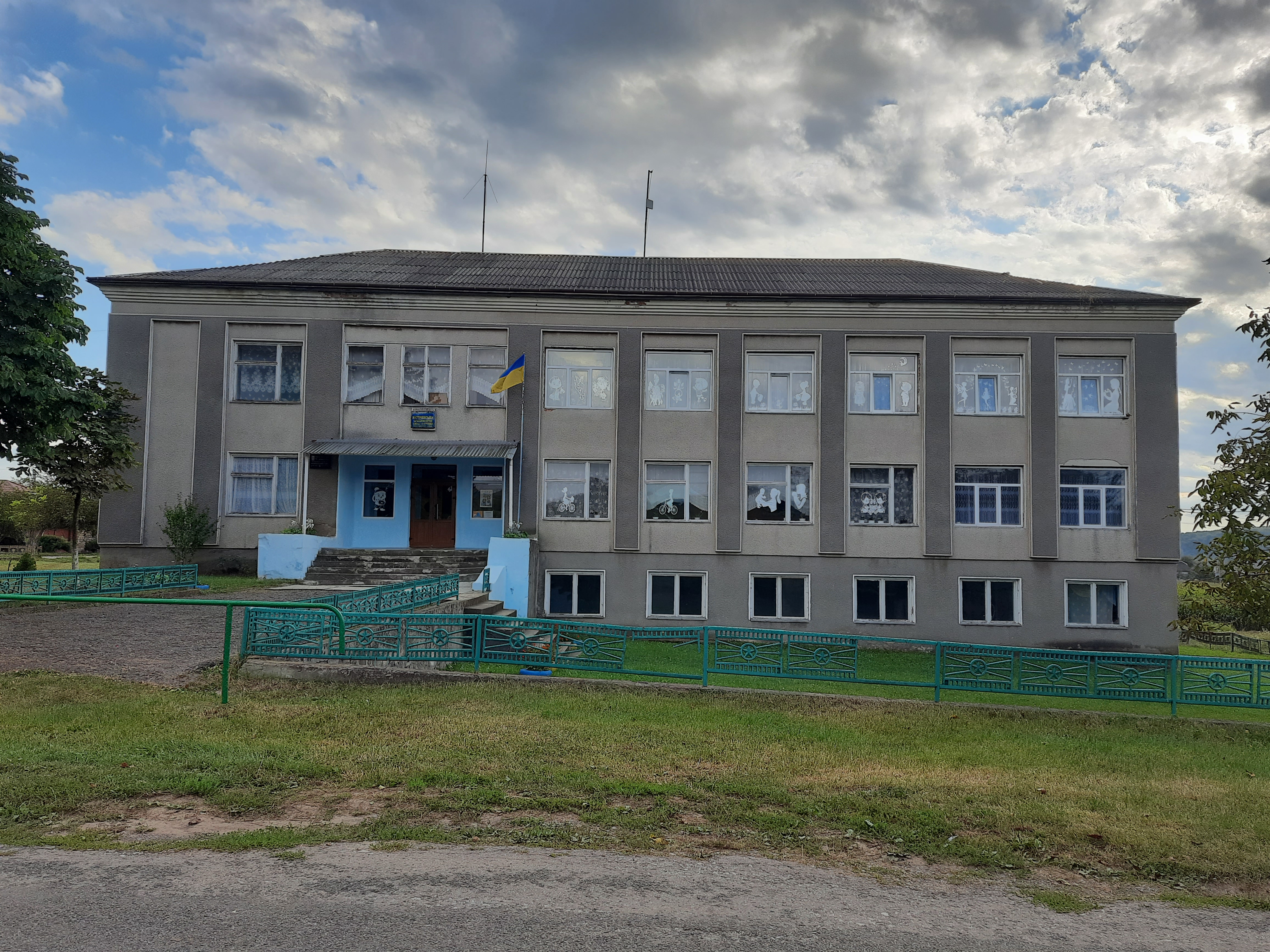
Школа